# Nuevo Vicencio
Nuevo Vicencio är en ort i Mexiko.   Den ligger i kommunen San José Chiapa och delstaten Puebla, i den sydöstra delen av landet, 150 km öster om huvudstaden Mexico City. Nuevo Vicencio ligger 2 358 meter över havet och antalet invånare är 581.
Terrängen runt Nuevo Vicencio är platt söderut, men norrut är den kuperad. Runt Nuevo Vicencio är det ganska tätbefolkat, med 239 invånare per kvadratkilometer. Närmaste större samhälle är Villa de El Carmen Tequexquitla, 5,1 km nordost om Nuevo Vicencio. Omgivningarna runt Nuevo Vicencio är en mosaik av jordbruksmark och naturlig växtlighet.